# Sân bay Oita

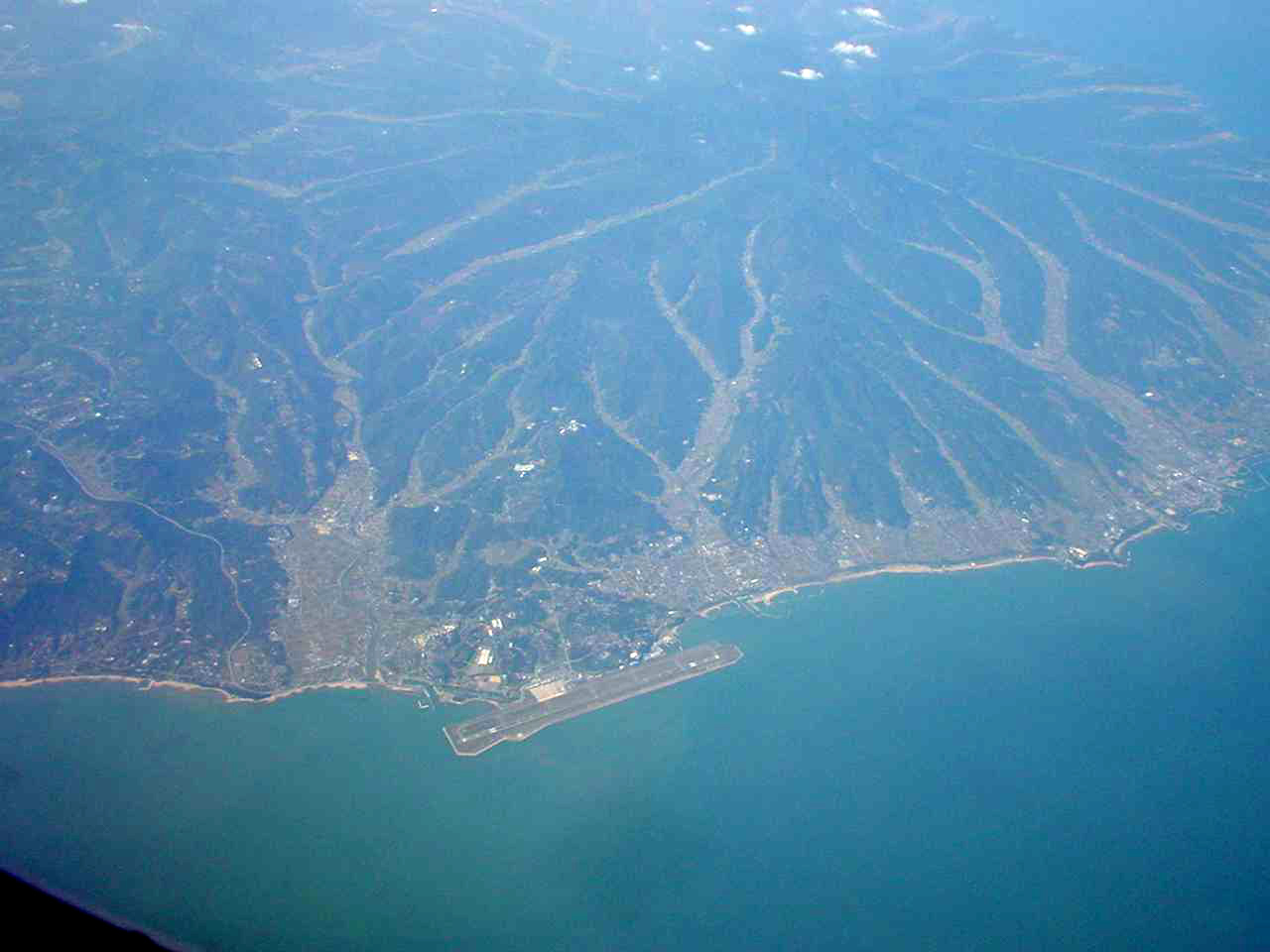
Sân bay Oita nhìn từ không trung

Sân bay Oita (大分空港 Ōita Kūkō, Đại Phân không cảng) (IATA: OIT, ICAO: RJFO) là một sân bay ở Kunisaki, Ōita, Nhật Bản, 16 NM (30 km; 18 mi) về phía đông bắc của thành phố Ōita.

## Hãng hàng không và tuyến bay
| Hãng hàng không                               | Các điểm đến                               |
| --------------------------------------------- | ------------------------------------------ |
| All Nippon Airways                            | Tokyo-Haneda, Nagoya-Centrair, Osaka-Itami |
| All Nippon Airways operated by Ibex Airlines  | Osaka-Itami                                |
| Japan Airlines                                | Tokyo-Haneda                               |
| Japan Airlines operated by Japan Air Commuter | Osaka-Itami                                |
| Korean Air                                    | Seoul-Incheon                              |
| Skynet Asia Airways                           | Tokyo-Haneda                               |